# Zusatzweiterbildung Intensivmedizin
Die Zusatzweiterbildung Intensivmedizin ist eine in der Musterweiterbildungsordnung der deutschen Bundesärztekammer von 2018 (MWBO) aufgeführte Zusatzweiterbildung für Fachärzte in den Gebieten Anästhesiologie, Chirurgie, Innere Medizin, Kinder- und Jugendmedizin, Neurochirurgie oder Neurologie.

## Definition
Die Zusatzweiterbildung Intensivmedizin umfasst in Ergänzung zu einer Facharztkompetenz die Intensivüberwachung und Intensivbehandlung von Patienten, deren Vitalfunktionen oder Organfunktionen in lebensbedrohlicher Weise gestört sind und
durch intensive therapeutische Verfahren unterstützt oder aufrechterhalten werden müssen.

## Mindestanforderung
Um die Bezeichnung Intensivmedizin führen zu dürfen, müssen Ärzte
- über die Facharztanerkennung in den Gebieten Anästhesiologie, Chirurgie, Innere Medizin, Kinder- und Jugendmedizin, Neurochirurgie oder Neurologie und zusätzlich
- 18 Monate Intensivmedizin an anerkannten Weiterbildungsstätten absolviert haben, davon 
  - können 6 Monate aus der Weiterbildung im Gebiet angerechnet werden, wenn bereits 12 Monate Intensivmedizin in der Weiterbildung bei einem Befugten abgeleistet wurden.

Dieser Bezeichnung kann der adjektivische Zusatz der jeweiligen Facharztbezeichnung zugefügt werden (Anästhesiologische, Chirurgische, Internistische, Pädiatrische, Neurochirurgische oder Neurologische Intensivmedizin).
Bei der Anmeldung zur Weiterbildungsprüfung müssen der zuständigen Ärztekammer  sämtliche Nachweise über die erfüllten Mindestanforderungen vorgelegt werden. Dazu gehören auch die Logbuch-Dokumentationen über alle durch die MWBO vorgegebenen Inhalte der Weiterbildung.

## Inhalte der Weiterbildung
Bei der Weiterbildungsprüfung muss man darlegen können, dass man Kenntnisse, Erfahrungen und Fertigkeiten unter anderem in folgenden Bereichen erlangt hat:
- Gemeinsame Inhalte der Zusatz-Weiterbildung Intensivmedizin
- Spezifische Inhalte für die Facharzt-Weiterbildung Anästhesiologie
- Spezifische Inhalte für die Facharzt-Weiterbildungen im Gebiet Chirurgie
- Spezifische Inhalte für die Facharzt-Weiterbildungen im Gebiet Innere Medizin
- Spezifische Inhalte für die Facharzt-Weiterbildung im Gebiet Neurochirurgie
- Spezifische Inhalte für die Facharzt-Weiterbildung im Gebiet Neurologie

Die Inhalte der Musterweiterbildungsordnung sind allerdings nur eine Empfehlung für die rechtsverbindlichen Weiterbildungsordnungen der Landesärztekammern, die hiervon abweichende Regelungen treffen können.